# Никад недељом
Никад недељом (грч. Ποτέ την Κυριακή) је грчка романтична комедија из 1960. у којој је главну улогу написао и режирао Жил Даси. Филм говори о Иљи, грчкој проститутки (Мелина Меркури) и Хомеру (Дасин), америчком класичару. Хомер покушава да је усмери ка моралу, док Иља покушава да учини Хомера опуштенијим. Она представља варијацију приче о Пигмалиону плус „курва са златним срцем“.
Тема бузукија у филму постала је хит и филм је освојио Оскара за најбољу оригиналну песму. Била је номинована за Оскара за најбољу глумицу у главној улози (Меркури), најбољу костимографију, црно-белу, најбољу режију и најбољи сценарио, причу и сценарио написан директно за екран (оба Даси). Меркури је освојила награду за најбољу глумицу на Филмском фестивалу у Кану 1960.

## Радња
У овом конкретном филму глуми Иља, проститутка у луци Пиреј. Друштвена, осетљива и емотивна, Иља не припада неком макроу, бира своје клијенте, не ради недељом, па чак ни када се одржавају представе на грчком позоришном фестивалу. Она је узор изрученим женама из региона.
У исто време у Пиреј долази Американац Хомер, филозоф аматер, под утицајем протестантизма, Аристотела и Фројда. Дошао је у Грчку да пронађе тајну среће, тражећи како је изгубљена величина класичног доба. У лицу Иље он види слику пале Грчке.
Постоје три особе које, у исто време, желе да спрече Иљу да се бави проституцијом. Човек који је воли, Хомер и лучки макро који због ње губи профит. На крају, макро финансира Хомера у његовој потрази да је учини "правом". Тако је Хомер учи „духовном“ начину живота, мимо физичких задовољстава и учи је филозофији, музици, географији. Принципима логике исправља њена погрешна тумачења радње античких трагедија, у којима Иља мења ток и даје им срећан крај.
Иља себе сматра препорођеном и задовољна је својим новим животом, све док не сазна ко финансира њено образовање. Побеснео је и заједно са проституткама-жртвама макроа прави „револуцију” против њега. Она такође одбацује Хомера из свог живота. Ипак, она бежи од проституције и започиње трајну везу (можда брак који се у филму не помиње) са мушкарцем који је воли, показујући да само љубав може променити особу.

## Улоге
| Глумац         | Улога       |
| -------------- | ----------- |
| Мелина Меркури | Иља         |
| Жил Дасен      | Хомер Трејс |

## Пријем
Када је филм први пут објављен у Италији 1960. године, Комитет за позоришну смотру италијанског Министарства за културну баштину и активности оценио га је као ВМ16, неприкладан за децу млађу од 16 година. Комитет је такође захтевао измене дијалога и избацивање експлицитних сцена.

## Кућни медији
МГМ је објавио Никад недељом на ВХС-у 2000. године.

## У популарној култури
Група Зана је 1985. године снимила песму која носи назив по овом филму.